# アルバート・ワトソン2世
アルバート・ワトソン2世（Albert Watson II、1909年1月5日 - 1993年3月14日）は、アメリカ陸軍の軍人で、最終階級は陸軍中将。太平洋戦争中の沖縄戦に参加、また戦後はベルリンでの駐留指揮官を務め、東西ドイツとの外交折衝に尽力した。その後1964年8月1日から1966年10月31日まで琉球列島高等弁務官を歴任し、沖縄の自治権拡大を行ったものの、国防上の観点からアメリカの施政権下に置かれた沖縄の重要性を説いた。

## 人物
ワトソンは1909年1月5日にイリノイ州マウントヴァーノン（英語版）で誕生した。父親は陸軍軍人で大佐まで勤めており、祖父のアルバート・ワトソンはイリノイ州最高裁判所で裁判官を務めていた。また彼は死去するまで、米国聖公会の信者であり続けた。
ワトソンはアン・ダンラップ・ブッチャーと結婚した。アルバート・ワトソン3世とジョン・B・ワトソンの2人の子供を授かり、彼らはペンシルベニア州の軍学校へ入学している。ワトソンはドイツに配属された経験から、ドイツ語を流暢に話すことができた。また趣味はテニスとゴルフの他に、ベルリンの新聞によると、馬術、トランプゲームのコントラクトブリッジ、オペレッタ鑑賞、ミステリー小説を嗜んだとされている。シラキューズ大学の収蔵研究センターは、彼の手記を収集している。

## 軍歴
ワトソンは1934年から1935年にかけて野戦砲兵学校で学んでいる。またアメリカ陸軍戦争大学校を卒業と同時に、当大学の教員を務め、軍事戦略と戦術、地政学を教えた。
彼は第二次世界大戦中においては、ホーランジアの戦い、レイテ島の戦い、沖縄戦を経験した。彼は主にニューギニア島で第10軍に所属し、その後陸軍参謀部の人事担当参謀次長に就任した。また第二次世界大戦後の朝鮮戦争にも参戦した。
1963年から1964年まで第3軍の司令官を務め、第24歩兵連隊を含む西ドイツに駐留する2つの歩兵師団を指揮していた。彼は退役時に中将に昇進した。

## ベルリン地区司令官
ワトソンは1961年5月5日から1963年1月2日まで少将としてアメリカ軍のベルリン地区司令官を務めた。任務中多くの役割をこなし、外交面では駐西ドイツ大使のウォルター・ダウリング、軍事面では欧州連合軍最高司令官のローリス・ノースタッドの指示を受け、そしてアメリカ国務省と直接情報を取り合うなど、非常に多忙であった。また彼は任務中に一つ目の殊勲章を受章した。
彼の任務中にベルリンの壁が建設され始めた。ワトソンはそれを挑発的な行為とみなし、西ベルリンの飛び地であるシュタインシュテュケンに駐屯地を設置し、またベルリンの壁付近の上空をヘリコプターで常時飛行させ監視した。初期には、戦車の配備も行われた。
ワトソンが東ベルリンソビエト司令官アンドレイ・ソルビエフとの面会をキャンセルするという外交的事件が起こった。ワトソンの補佐官2人と通訳を乗せた陸軍の公式専用車両が東ドイツに入国しようとしたところ、アメリカが把握していない東ドイツ国境警備隊が入国証明書を提示しなかったという理由で入国拒否された。アメリカ側の見解では、ソ連側の政府役人のみがアメリカ軍に証明書の提示を行うことを要求できる、と主張していた。ワトソンはこの行為に不快感を示し、ソルビエフとの会談を取り消し、抗議を行った。皮肉なことに、この会談は一週間もしないうちに、アメリカの政府高官の入国禁止についての議論を講じるために召来されたものであった。ワトソンも報復措置としてソルビエフと政府顧問の西側への出入国を禁止した。
また2度目の外交問題も発生している。西ドイツの若者が、東ドイツのバスに投石し妨害したことを巡って、ソ連の高官がワトソンとの面談を辞退した。さらにワトソンは西ドイツへ亡命を試みて、東ドイツの警備隊に射殺されたペーター・フェヒターの事件処理と、それに関する民衆の暴動を鎮圧した。

## 琉球列島高等弁務官

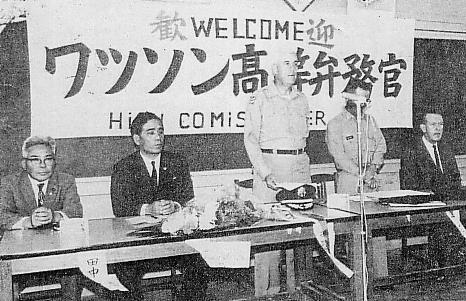
津堅島を視察し、歓迎を受けるワトソン（1965年7月）

ワトソンは1964年8月1日に琉球列島高等弁務官に就任した。しかし国務省は元々チャールズ・H・ボーンスティール3世を任命するつもりであったが、彼の視力が低下した為、高等弁務官の職務を全うできないと判断した国務省は代わりにワトソンに申し出た。
1965年8月、ワトソンは当時の日本の内閣総理大臣佐藤栄作を出迎え、日本の首相と会談を行った最初の高等弁務官となった。ワトソンもまた、沖縄に前任者のキャラウェイよりも遥かに大幅な援助を行うことを日本に認めた。彼はアメリカ軍と琉球立法院との良好な関係を築き上げようと試みた。自治権拡大と日本との関係を強化も行い、琉球諸島の住民に対して柔和な態度で臨んだ。しかしながら、彼はアメリカが掌握している沖縄の施政権を放棄するのを拒否したが、その背景としてこの頃アメリカ軍隊の機動力が低下し始め、国家の安全保障を脅かす危険性を懸念したと考えられる。
好調なスタートを切ったにもかかわらず、前任者に引き続き、ワトソンと当時の駐日アメリカ合衆国大使を務めたエドウィン・O・ライシャワーとの関係が悪化したままであった。協定破棄と重要情報を知りえる中から追放された理由で、二人とも互いを告訴した。ワトソンは2個目の殊勲章を、任期終了を迎える頃に受章した。